# Corgatha liberata
Corgatha liberata là một loài bướm đêm trong họ Erebidae.